# Jewhen Pochłebajew
Jewhen Wasylowycz Pochłebajew, ukr. Євген Васильович Похлебаєв, ros. Евгений Васильевич Похлебаев, Jewgienij Wasiljewicz Pochlebajew (ur. 25 listopada 1971 w Połtawie, Ukraińska SRR) – ukraiński piłkarz, grający na pozycji pomocnika, reprezentant Ukrainy.

## Kariera piłkarska

### Kariera klubowa
Jest wychowankiem Dnipra Dniepropetrowsk, w którym w 1988 rozpoczął karierę piłkarską. W 1995 razem z kolegami z drużyny - Jurijem Maksymowem, Serhijem Konowałowem i Serhijem Beżenarem przeszedł do Dynama Kijów.
Był zmuszony do zakończenia kariery sportowej z powodu ciężkiej amnezji wywołanej infekcją.

### Kariera reprezentacyjna
Wcześniej bronił barw młodzieżowej reprezentacji ZSRR.
28 października 1992 debiutował w reprezentacji Ukrainy w meczu towarzyskim z Białorusią, zremisowanym 1:1.

## Sukcesy i odznaczenia

### Sukcesy klubowe
- mistrz Ukrainy: 1995, 1996, 1997
- wicemistrz Ukrainy: 1993
- zdobywca Pucharu Ukrainy: 1996
- zdobywca Pucharu Mistrzów WNP: 1996

### Sukcesy reprezentacyjne
- mistrz Europy U-21: 1990
- brązowy medalista Mistrzostw Świata U-20: 1991

### Odznaczenia
- tytuł Mistrza Sportu ZSRR: 1990